# 祖父江町両寺内
祖父江町両寺内（そぶえちょうりょうじない）は、愛知県稲沢市の地名。

## 地理

### 河川・池沼
- 領内川

### 交通
- 愛知県道129号一宮津島線
- 愛知県道130号馬飼井堀線

### 施設
- 祖父江町学校給食センター
- 牧川保育園
- 神明社
- 祖父江両寺内簡易郵便局

## 歴史

### 地名の由来
本郷寺内村と寺内村の合併による。

### 沿革
- 1878年（明治11年） - 中島郡寺内村および本郷寺内村が合併し、同郡両寺内村が成立[1]。
- 1889年（明治22年） - 牧川村大字両寺内となる[1]。
- 1906年（明治39年） - 祖父江町大字両寺内となる[1]。

### WEB
1. ↑  “愛知県稲沢市の町丁・字一覧”.   人口統計ラボ. 2023年5月5日閲覧。
2. ↑  “読み仮名データの促音・拗音を小書きで表記するもの(zip形式) 愛知県” (zip).   日本郵便 (2024年2月29日). 2024年3月26日閲覧。
3. ↑  “市外局番の一覧” (PDF).   総務省 (2022年3月1日). 2022年3月22日閲覧。
4. ↑  “ナンバープレートについて”.   一般社団法人愛知県自動車会議所. 2024年1月21日閲覧。

### 書籍
1. 1 2 3 4  「角川日本地名大辞典」編纂委員会 1989, p. 1412.